# Condado de Osceola (Iowa)
El condado de Osceola (en inglés: Osceola County, Iowa), fundado en 1871, es uno de los 99 condados del estado estadounidense de Iowa. En el año 2000 tenía una población de 7003 habitantes con una densidad poblacional de 7 personas por km². La sede del condado es Sibley.

## Geografía
Según la Oficina del Censo, el condado tiene un área total de 1477 km² (570,3 mi²), de la cual 1474 km² (569,1 mi²) es tierra y 2 km² (0,8 mi²) es agua.

### Condados adyacentes
- Condado de Nobles noroeste
- Condado de Jackson noreste
- Condado de Dickinson este
- Condado de O'Brien sur
- Condado de Lyon oeste

## Demografía
En el 2000 la renta per cápita promedia del condado era de $34 274, y el ingreso promedio para una familia era de $41 977. El ingreso per cápita para el condado era de $16 463. En 2000 los hombres tenían un ingreso per cápita de $29 624 contra $20 522 para las mujeres. Alrededor del 7.00% de la población estaba bajo el umbral de pobreza nacional.
| 1900 | 1910 | 1920   | 1930   | 1940   | 1950   | 1960   | 1970 | 1980 | 1990 | 2000 |
| ---- | ---- | ------ | ------ | ------ | ------ | ------ | ---- | ---- | ---- | ---- |
| 8725 | 8956 | 10 223 | 10 182 | 10 607 | 10 181 | 10 064 | 8555 | 8371 | 7267 | 7003 |

## Lugares

### Ciudades
- Ashton
- Harris
- Melvin
- Ocheyedan
- Sibley

### Principales carreteras
- U.S. Highway 59
- Carretera de Iowa 9
- Carretera de Iowa 60